# Omar Guerrero Orozco
Omar Guerrero Orozco fue doctor en Administración Pública por la Universidad Nacional Autónoma de México, profesor de carrera de la misma institución e investigador nacional emérito. Dirigió la Revista de Administración Pública del Instituto Nacional de Administración Pública (1980-1982) y formó parte la Comisión de Ciencias Sociales del Sistema Nacional de Investigadores (1999-2003), cuerpo colegiado al que presidió en 2003. Obtuvo el Premio de Administración Pública (1979), auspiciado por el Instituto Nacional de Administración Pública, del que fue miembro desde 1980; y de su Consejo Directivo (1997-2002). Asimismo, fue integrante de la Academia Mexicana de Ciencias a partir de 1987, y miembro Titular del Seminario de Cultura Mexicana desde mayo del 2006.
En este último año fue galardonado con el Premio ANUIES por su Contribución Académica a la Educación Superior 2006, auspiciado por la Asociación Nacional de Universidades e Instituciones de Educación Superior de la República Mexicana. Recientemente fue distinguido con el doctorado honoris causa, por la Universidad de Sonora.

## Labor académica
El doctor Omar Guerrero tuvo una intensa labor académica internacional como experto en desarrollo curricular en administración pública; actividad realizada en Argentina, Bolivia, Brasil, Colombia, Costa Rica, Guatemala, Nicaragua, República Dominicana, Perú, Uruguay y Venezuela, así como en México. En esos países también  dictó cursos y sustentó coferencias. Además de México, algunos de sus libros y artículos están publicados en España, Colombia, Puerto Rico, Venezuela, Ecuador, Bélgica y Brasil. Del mismo modo, algunas de sus obras se pueden consultar en las Bibliotecas del Congreso de Estados Unidos de América y de la Ciudad de Nueva York, así como en las Universidades de Florida, Princeton, Stanford, Illinois, Harvard, Duke, Virginia, Notre Dame, Tulane, Yale, Texas (Austin), California (Berkeley) y Puerto Rico. En España, en la biblioteca del Instituto Nacional de Administración Pública; y en Hispanoamérica, en el Centro de Administración para el Desarrollo y el Instituto Centroamericano de Administración Pública, además de otros países de la región.
A lo largo de cuatro décadas desarrolló una labor continua en el campo de las ciencias sociales. Particularmente, se empeñó en el desenvolvimiento científico de la administración pública, tarea realizada a través del análisis continuo del objeto de estudio de la administración pública, ahondando en sus fundamentos epistemológicos y sus reglas metodológicas. En paralelo, suya fue la tarea permanente orientada a la configuración de la genealogía del pensamiento administrativo público, mundialmente considerado. Desde años atrás se propuso buscar, acceder y publicar las obras de los grandes pensadores que encabezaron la gestación de la administración pública como ciencia. Su contribución ha consistido en hacer accesible al público de habla hispana las obras clásicas del pensamiento administrativo. Como secuela de esa labor de investigación destaca su labor de rescate, preparación y publicación de libros clásicos del pensamiento administrativo público.
El Doctor Omar Guerrero ha creado una obra amplia sobre la administración pública mexicana. De esta tarea surgió una interpretación general de la evolución de la administración pública del siglo XVIII, hacia el presente, explorando sus orígenes a partir de la reforma borbónica, siguiendo su trazo a lo largo del siglo XIX, y culminando en XX. Las investigaciones del Dr. Guerrero se han prolongado hacia la administración pública mexicana actual, tema que ha difundido por medio de la publicación de trabajos sobre su acontecer más reciente, destacando sus contribuciones al conocimiento de la carrera administrativa y la profesionalización de los funcionarios públicos.
Asimismo, realizó una exploración exhaustiva del objeto de estudio de la administración pública, tarea en la cual ha contribuido al desarrollo científico de la disciplina en el nivel nacional e internacional. Desde algunas décadas atrás realizó un esfuerzo para identificar y definir el campo del estudio científico de la administración pública. Es una tarea continua hasta el presente, que en el último lustro resalta su contribución a la administración pública contemporánea, particularmente en los temas de la reforma del Estado y la gerencia pública como un aporte mexicano.
Sus indagaciones científicas se extienden a la Ciencia política y las Políticas públicas, así como a la exploración de la historia del pensamiento político, temas en los cuales principalmente ha publicado opúsculos y artículos.

## Obras Publicadas
Libros de autoría personal
- Teoría Administrativa de la Ciencia Política. México, Universidad Nacional Autónoma de México. 1976
- La Administración Pública del Estado Capitalista. Barcelona, España. 1980
- El Proceso Histórico de la Acción Gubernamental. México, Instituto Nacional de Administración Pública. 1983
- Introducción a la Administración Pública. México, Harper and Row Latinoamericana. 1984
- La Teoría de la Administración Pública. México, Harper and Row Latinoamericana. 1886
- Las Ciencias de la Administración en el Estado Absolutista. México, Fontamara. 1986
- El Estado y la Administración Pública en México. México, Instituto Nacional de Administración Pública. 1989
- La Administración Pública en el Estado de Guerrero. México, Instituto de Administración Pública del Estado de Guerrero. 1991
- El Estado en la Era de la Modernización. México. Editorial Plaza y Valdés. 1992
- Historia de la Secretaría de Relaciones Exteriores. Instituto Matías Romero de Estudios Diplomáticos, Secretaría de Relaciones Exteriores. 1993
- Las Raíces Borbónicas del Estado Mexicano. México, Coordinación de Humanidades de la UNAM. 1995
- La Formación Profesional de Administradores Públicos en México. Toluca, Instituto de Administración Pública del Estado de México, Universidad Autónoma del Estado de México y Centro Latinoamericano de Administración para el Desarrollo. 1995
- La Secretaría de Justicia y el Estado de Derecho en México. México, Instituto de Investigaciones Jurídicas, UNAM. 1995
- Principios de Administración Pública. Santafé de Bogotá, Colombia. Escuela Superior de Administración Pública. 1997
- El Funcionario, el Diplomático y el Juez: Las Experiencias en la Formación Profesional del Servicio Público en el Mundo. Universidad de Guanajuato, Instituto de Administración Pública de Guanajuato, Instituto Nacional de Administración Pública y Edit. Plaza y Valdés. 1998
- Del Estado Gerencial al Estado Cívico. México, Universidad Autónoma del Estado de México y Editorial Miguel Ángel Porrúa. 1999
- Teoría Administrativa del Estado. México, Oxford University Press. 2000
- Gerencia Pública en la Globalización. México, Miguel Ángel Porrúa y Universidad Autónoma del Estado de México. 2003
- La Ley del Servicio Profesional de Carrera en la Administración Pública Federal: una Apreciación Administrativa. México, Instituto de Investigaciones Jurídicas, UNAM. 2003
- La Nueva Gerencia Pública: Neoliberalismo en Administración Pública. México, Edit. Fontamara. 2004
- Tecnocracia o el Fin de la Política. México, Instituto de Investigaciones Jurídicas, UNAM. 2006
- El Neoliberalismo: de la Ideología a la Utopía, México, Editorial Fontamara, 2009
- La Administración Pública a través de las Ciencias Sociales. México, Fondo de Cultura Económica, 2010
- Historia de la Secretaría de Gobernación. México, Instituto de Investigaciones Jurídicas y Editorial Porrúa Hermanos. 2011

Edición de libros clásicos
- Florentino González, Elementos de Ciencia Administrativa (1840). Bogotá, Escuela Superior de Administración Pública de Colombia. 1994
- Juan Enrique von Justi, Ciencia del Estado [Versión fiel de los Elementos Generales de Policía, con base en la edición española de 1784]. Institutos de Administración Pública del Estado de México, Institutos Nacionales de Administración Pública de México y de España, y Agencia Española de Cooperación Iberoamericana. 1996
- Charles-Jean Bonnin, Principios de Administración Pública. México, Fondo de Cultura Económica. 2004
- Kautilya, Artha-sastra (del siglo IV a. C.). Toluca, Facultad de Ciencias Políticas y Administración Pública, Universidad Autónoma del Estado de México y Miguel Ángel Porrúa. 2009
- Varios, Historia del Servicio Civil de Carrera en México. México, Universidad Autónoma del Estado de México, Instituto de Administración Pública del Estado de México y Miguel Ángel Porrúa. 2011

Artículos en Inglés
En «Social Science Research Network.».
- «The Formulation of the Principles of Public Administration.». (259,513). Posted: 21 December 13.
- «Reflections on the Science of Public Administration.». (364,388). Posted: 06 March 14.
- «The Practice of Public Administration.». (356,865). Posted: 05 March 14.
- «Methodology in Public Administration.». (371,900). Posted: 01 April 14.
- «Rhetoric in Public Administration Scientific Research.». (337,021). Posted: 04 May 14.
- «Origin and Development of the Ideas in Public Administration.». (390,604). Posted: 14 May 14.